# 칼라 지메네즈

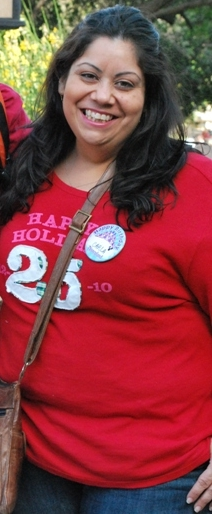

칼라 히메네스(Carla Jimenez, 1978년 5월 14일 ~ )는 미국의 배우이다.

## 출연 작품

### 영화
- 합격! (2006)
- 나쵸 리브레 (2006)
- 팻 걸 (2006, Phat Girlz)
- 데드 걸 (2006)
- 레이디 인 더 워터 (2006)
- 미스 마치 (2009)
- 액트 오브 밸러: 최정예 특수부대 (2011)
- White Frog (2012) - 로드리게스 역
- 고양이 살인사건 (2014) - 로살리타 역
- 더 퍼지: 거리의 반란 (2014)
- 스파이 지니어스 (2019) - 제럴딘 역 (애니메이션)

### 텔레비전
- ER (2003)
- 크리스는 괴로워 (2006, 2008)
- Little Britain USA (2008)
- 레이징 호프 (2011-14)
- GCB (2012) - 루페이 역
- 더 믹 (2017-18)